# 松波治郎
松波 治郎（まつなみ じろう、1900年7月9日 - 1958年4月15日）は、日本の作家。

## 来歴
岐阜県生まれ。中央大学中退。日本捕物作家クラブ会員。主として戦前に活躍し、戦時中は忠君愛国ものの歴史小説を書いた。

## 著書
- 『悲絶!壮絶!　血涙旅順開城秘史』漫画時代社 1933
- 『ナチスの動き』農芸社 1934
- 『日ソ開戦か?』農芸社パンフレツト　1934
- 『秘史あゝ!奉天開城』農芸社 1934
- 『女性への危険信号』野崎書房 1935
- 『夏のプラン』第百通信社 1935
- 『人・物・金・時無駄の無い使ひ方』さんもん書房 1936
- 『問題の人として登場せる福定無外和尚とはいかなる人か』大文字書院 1936
- 『非常時に躍つた人々』教材社 1937
- 『全國女氣質』編 東京パンフレット社 1938
- 『葉隠武士道』小山書房 1938
- 『覚悟の書』一路書苑 1939
- 『偉傑快傑 新講談』宮越太陽堂書房 1940
- 『大楠公教書』宮越太陽堂 1940
- 『日本忠魂武将伝』壮年社 1940
- 『葉隠武士道精神』一路書苑 1940
- 『吾等如何に覚悟すべきか』一路書苑 1940
- 『子泣き星』宮越太陽堂書房 1941
- 『新月江戸姿』宮越太陽堂書房 1941
- 『梅田雲浜』全国書房 1941-42
- 『軍神と聖将』彰文館 1942
- 『人と剣』東水社 1942
- 『武士の子』彰文館 1942
- 『随筆吉野朝』彰文館 1942
- 『随筆歴史と人生』彰文館 1942
- 『青年と歴史』彰文館 1943
- 『平野二郎国臣』安土書房 1943
- 『水軍の伝統』彰文館 1944
- 『水戸学と葉隠』創造社 1944
- 『小説山鹿語類』安土書房 1944
- 『玉音頌 終戦秘録小説』日本弘報社 1949
- 『おんな日本史 第1巻 (王朝篇)』妙義出版 1956
- 『おんな日本史 第2巻 (鎌倉・室町篇)』妙義出版 1956
- 『情史江戸城秘聞』妙義出版 風流歴史新書 1956
- 『おんな日本史 第3巻 (戦国・江戸篇)妙義出版 1957

### 共著編
- 『史実より見たる満鮮』盛田暁共著 人文社パンフレツト 1928
- 楠正成述 恩地左近大郎 聞書『大楠公処世の書』編 東京パンフレツト社 1938